# مهاجران (فیلم ۲۰۰۸)
«مهاجران» (انگلیسی: Immigrants) یک فیلم است که در سال ۲۰۰۸ منتشر شد. از بازیگران آن می‌توان به هانک آزاریا و اریک مک‌کورمک اشاره کرد.